# Завкибеков, Гурминдж
Гурминдж (Гурминч) Завкибеков (тадж. Гурминҷ Завқибеков; 1 мая 1929, Рушан, Рушанский район Горно-Бадахшанской автономной области Таджикская ССР — 21 октября 2003) — таджикский и советский актёр театра и кино, музыкант. Народный артист Таджикской ССР (1966). Лауреат Государственной премии Таджикистана имени А. Рудаки.

## Биография
Родился на Памире. С детства отличался способностями к музыке.
В составе музыкально-этнографического детского ансамбля «Бачагони Помир» был участником первой декады «Искусства и литературы Таджикистана в Москве» в 1941 году. В 1943 по 1946 — музыкант детского Памирского ансамбля.
С 1946 по 1950 играл на сцене Хорогского областного музыкально-драматического театра. Одновременно учился в Ташкентском театрально-художественном институте им. А. Н. Островского. После окончания института с 1954 — актер Таджикского академического театра драмы им. А. Лахути.
Исполнил ряд главных ролей таджикских национальных героев.
В кино начал постоянно сниматься с 1956 года. Его первой экранной работой стал эпизод в фильме «Дохунда» режиссёра Льва Кулешова по одноимённому роману Садриддина Айни.
Представитель целой плеяды замечательных таджикских киноактёров, с чьими именами связано возрождение Сталинабадской студии художественных фильмов (с 1961 года — киностудия «Таджикфильм»).
Коллекционер и создатель в Душанбе Музея народных инструментов, где собрано большое количество различных европейских и восточных инструментов. В частном музее названном «Музеем Гурминджа», проводятся музыкальные концерты, репетиции, сессии звукозаписи.

## Фильмография
| Год  |    | Название                               | Роль                         |
| ---- | -- | -------------------------------------- | ---------------------------- |
| 1956 | ф  | «Дохунда»                              | эпизод                       |
| 1957 | ф  | «Мой друг Наврузов»                    | Джура Наврузов               |
| 1958 | ф  | «Огонёк в горах»                       | Раджаб Шарипов               |
| 1958 | ф  | «Высокая должность»                    | Камол                        |
| 1959 | ф  | «Человек меняет кожу»                  | Саид Уртабаев                |
| 1960 | ф  | «Операция «Кобра»                      | Джураев, майор погранвойск   |
| 1961 | ф  | «Знамя кузнеца»                        | Юноша в шкуре барса          |
| 1962 | ф  | «Одержимые»                            | Джура                        |
| 1963 | ф  | «Твои следы»                           | Даврон                       |
| 1964 | ф  | «Мирное время»                         | Саидов                       |
| 1964 | ф  | «Буря над Азией»                       | эпизод                       |
| 1965 | ф  | «Хасан Арбакеш»                        | Полван                       |
| 1966 | ф  | «Нужный человек»                       | эпизод                       |
| 1966 | ф  | «Смерть ростовщика»                    | судья                        |
| 1967 | ф  | «Измена»                               | военком Сафар                |
| 1968 | ф  | «Как велит сердце»                     | шофер                        |
| 1969 | ф  | «Встреча у старой мечети»              | Алимардон                    |
| 1970 | ф  | «Дороги бывают разные»                 | Рахмат                       |
| 1970 | ф  | Взлётная полоса                        | эпизод                       |
| 1971 | ф  | «Рустам и Сухраб»                      | Жандаразм                    |
| 1972 | ф  | «Звезда в ночи»                        | Киличбек                     |
| 1972 | ф  | «Четверо из Чорсанга»                  | эпизод                       |
| 1973 | ф  | «Тайна забытой переправы»              | дервиш                       |
| 1973 | ф  | «Здравствуй, добрый человек»           | Султанов                     |
| 1974 | ф  | «Кто был ничем, тот станет всем»       | Назар-бай                    |
| 1974 | ф  | «Одной жизни мало»                     | Вахоб                        |
| 1975 | тф | Семейные дела Гаюровых                 | Халил Шакиров                |
| 1976 | ф  | «Сказание о Сиявуше»                   | Гарсиваз                     |
| 1977 | ф  | «Осада»                                | Усман Ходжаев                |
| 1979 | ф  | Юности первое утро                     | Мирзохур                     |
| 1980 | ф  | «Контрольная полоса»                   | водитель грузовика           |
| 1981 | ф  | «Бросок»                               | Хокирох                      |
| 1982 | ф  | «Гляди веселей»                        | богатый купец                |
| 1982 | ф  | Сегодня и всегда                       | Юнус                         |
| 1984 | ф  | Государственная граница. Красный песок | председатель местного Совета |
| 1985 | ф  | Джура, охотник из Мин-Архара           | купец                        |
| 1988 | ф  | «Кумир»                                | эпизод                       |
| 1990 | ф  | «Распятые»                             | торговец на базаре           |
| 1992 | ф  | «Клевета»                              | Нусрат                       |